# Kazimierz Baruch
Kazimierz Józef Baruch (ur. 18 marca 1896 w Tarnowie, zm. wiosną 1940 w Katyniu) – major intendent z wyższymi studiami wojskowymi Wojska Polskiego, działacz niepodległościowy, ofiara zbrodni katyńskiej.

## Życiorys
Syn Pawła i Heleny z Szaranów urodzony 18 marca 1896 w Tarnowie. Absolwent seminarium nauczycielskiego w Tarnowie. Członek skautingu i Drużyn Strzeleckich. W 1914 powołany do armii austriackiej. Walczył na froncie wschodnim i włoskim w 57 pułku piechoty. Ciężko ranny we Włoszech, leczony Lublanie, Pradze i Nowym Sączu. Na stopień chorążego rezerwy został mianowany ze starszeństwem z 1 lipca 1917.
Od 1918 w Wojsku Polskim. Walczył na frontach wojny 1920 r. w 1 pułku strzelców podhalańskich i 11 pułku piechoty.
Po zakończeniu wojny pozostał w wojsku. Ukończył Wyższą Szkołę Intendentury w Warszawie (1927). Następnie służył w centralnych instytucjach intendentury. W 1928 awansował do stopnia kapitana ze starszeństwem z dniem 15 sierpnia 1924 i 50 lokatą w korpusie oficerów administracji, służył w Instytucie Technicznym Intendentury w Warszawie, ostatnio na stanowisku kierownika Działu Żywnościowego. Na stopień majora został mianowany ze starszeństwem z 19 marca 1937 i 29. lokatą w korpusie oficerów intendentów. Później w tym samym stopniu, starszeństwie i korpusie osobowym został zaliczony do grupy intendentów z wyższymi studiami wojskowymi.
Był żonaty z Zofią z Pacułów, z którą miał córkę Jolantę i syna Wiesława.

W czasie kampanii wrześniowej 1939, po agresji ZSRR na Polskę, wraz z kadrą Instytutu Tech. Intendentury, wzięty do niewoli przez Sowietów i osadzony w obozie jenieckim w Kozielsku. Wiosną 1940 został zamordowany przez funkcjonariuszy NKWD w lesie katyńskim i tam pogrzebany w bezimiennej mogile zbiorowej, gdzie od 28 lipca 2000 mieści się oficjalnie Polski Cmentarz Wojenny w Katyniu. Figuruje na liście wywózkowej 022/3 z 9 kwietnia 1940.
5 października 2007 minister obrony narodowej Aleksander Szczygło mianował go pośmiertnie na stopień podpułkownika. Awans został ogłoszony 9 listopada 2007 w Warszawie, w trakcie uroczystości „Katyń Pamiętamy – Uczcijmy Pamięć Bohaterów”.

## Ordery i odznaczenia
- Złoty Krzyż Zasługi (11 listopada 1937)[17][18]
- Srebrny Medal Waleczności 1 klasy[19]
- Brązowy Medal Waleczności[19]
- Krzyż Wojskowy Karola[19]